# Зуб, Роман Иванович
Роман Иванович Зуб (укр. Роман Іванович Зуб; род. 16 февраля 1967, Львов) — советский и украинский футболист. Полузащитник, известный выступлениями за «Карпаты» (Львов) и допинг своим скандалом, когда играл за «Легию».
Воспитанник львовского футбола.

## Биография
Родился в Львове на ул. Липовая аллея, недалеко от стадиона «Дружба». Уже в юном возрасте его привлекали к различным юношеских сборных СССР.
В середине 1980-х годов находился в составе «Динамо» (Киев), выступал за его «дубль», но пробиться в главную команду сильнейшего клуба СССР не сумел. 1987—1988 годы провел в составе перволиговой «Зари» (Ворошиловград), а в 1989 году вернулся в родной Львов — в СКА «Карпаты». СКА провалил сезон и, оказавшись на последнем месте первой лиги, вылетел во вторую. Команду расформировали, а на её базе создан СФК «Дрогобыч», куда и перебрался Зуб.
В течение 1990—1993 годов выступал за луцкую «Волынь».
В начале 1993 года подписал трёхлетний контракт с польской «Легией» (Варшава). Проведя в чемпионате всего 10 матчей футболист получил годовую дисквалификацию за употребление допинга — его анализы показали повышенное содержание тестостерона. Клуб опротестовывал это наказание, однако это не дало результатов. При этом повторный анализ в Москве не обнаружил следов препаратов. В течение срока дисквалификации спортсмен играл за мини-футбольные команды.
В первой половине сезона 2002/03 выступал за первую лиги «Сокол» Золочев (8 игр, 1 гол), в некоторых играх был капитаном команды.
После завершения карьеры занимался бизнесом — продажей автозапчастей.
До 2012 года тренировал любительский ФК «Перемышляны» (до 2012 называвшийся ФК «Ураган») чемпионата Львовской области из города Перемышляны, который привёл в 2011 году к званию чемпиона третьей лиги. С 9 августа 2012 стал работать тренером молодёжного состава ФК «Карпаты», который затем возглавил в качестве старшего тренера в 2014 году.